# Philodendron madronense
Philodendron madronense är en kallaväxtart som beskrevs av Thomas Bernard Croat. Philodendron madronense ingår i släktet Philodendron och familjen kallaväxter. Inga underarter finns listade.